# El soltero
El soltero es una película de Argentina filmada en Eastmancolor dirigida por Carlos Borcosque (hijo) según el guion de Ricardo Halac que se estrenó el 17 de marzo de 1977 y que tuvo como actores principales a Claudio García Satur, Marta González, Cristina del Valle y Virginia Faiad.

## Sinopsis
Todos tratan de que un soltero exitoso y resistente se case.

## Reparto
- Claudio García Satur
- Marta González
- Cristina del Valle
- Fernanda Mistral
- Virginia Faiad
- Chela Ruiz
- Miguel Ligero
- Roberto García Paz
- Raimundo Soto
- Roberto Masquino
- Hugo Arana
- Cecilia Rossetto
- Pepita Muñoz
- Onofre Lovero
- Ante Garmaz
- Alberto Bello (II)
- Noemí del Castillo
- Cristina Allende
- Nelly Tesolín
- Fernando Iglesias
- Augusto Larreta
- Juan Quetglas
- Coco Fosatti
- Claudio Casas
- Rodrigo Omar Carrizo
- Enrique Almada
- Graciela Stéfani

## Comentarios
Agustín Mahieu en La Opinión escribió:

”Debilidades de fondo y estilo frustran un film ambicioso.”

La Nación opinó:

”El libro de Halac tiene un excelente punto de partida…es una lástima que no haya conservado su solidez hasta el final.”

Manrupe y Portela escriben:

”Buena en lo satírico y lo costumbrista, falla al no definir bien el tono elegido. El argumento es toda una crítica a la envidia y la comparación “hombre casado”-“hombre soltero”. La despedida de soltero final es un momento de lograda ferocidad. Un tema original en una realización interesante.”